# Ruhhof (Gemeinde Laa)
Der Ruhhof (früher auch Ruhehof) ist ein Gutshof in Laa an der Thaya in Niederösterreich.
Der Sage nach soll der Hof auf das 12. Jahrhundert zurückgehen. Die Sage leitet den Namen davon ab, dass – je nach Variante – entweder der nach einer Schlacht bei Laa schwer verwundete König Ottokar oder der in dieser Schlacht siegreiche Kaiser Rudolf bei diesem Hof ausgeruht haben soll.
Ursprünglich stand an dieser Stelle eine große Mühle. Die in früheren Jahrhunderten in Laa und Ruhhof direkt an der Thaya erbauten Mühlen behinderten den freien Abzug des Wassers, was einerseits bei Hochwasser, aber auch durch die schleichende Verlandung der Thaya immer wieder Probleme bereitete, zumal in Laa auch die Pulkau in die Thaya floss. In der Folge wurde der Thayamühlbach gegraben und die Mühle des Ruhhofes durch das Wasser des Thayamühlbaches betrieben.
Graf Johann Joseph von Breuner veräußerte den Ruhhof 1724 an die Freiherren Matthias von Suttner, der den Hof mit seinen Besitzungen in Alt-Prerau und Kirchstetten verband.
1835 lebten auf dem Hof sechs Familien (20 Erwachsene und vier Kinder). Der Hof umfasste damals ein Wohngebäude, Stallungen und Scheunen und eine herrschaftliche Mühle. 1857 wird ein Wilhelm Hoffmann als Pächter der Mühle genannt. 1872 wird neben Wohnhaus und Mühle auch ein Gasthaus als zum Ruhhof gehörig erwähnt.